# Xicochi conetzintle
«Xicochi conetzintle» o «Xicochi» es un motete del siglo XVII, compuesto por Gaspar Fernández cuando era organista de la Catedral de Puebla. Se le considera un villancico, y sirve como ejemplo de la influencia de la cultura indígena nahua, dominante en Mesoamérica en ese momento, en la música colonial novohispana. 

## Historia
Junto con TIeycantimo Choqui, Xicochi es uno de los primeros ejemplos de Gaspar Fernández del uso de la lengua náhuatl en sus villancicos, los cuales suman alrededor de 250.
En 2000, Linda Ronstadt grabó la canción para su disco A Merry Little Christmas.

## Letra

### Original en Nahuatl
Xicochi, xicochi,
Xicochi, xicochi
Xicochi conetzintle
Xicochi conetzintle
Caomiz hui hui xoco in angelos me
Caomiz hui hui xoco in angelos me
Caomiz hui hui xoco in angelos me
In angelos me in angelos me

Alleluya alleluya

### Traducción al español
Duerme, duerme

Duerme, duerme

Duerme, mi niño

Duerme, mi niño

Sin duda los ángeles te llevarán en su camino

Sin duda los ángeles te llevarán en su camino

Sin duda los ángeles te llevarán en su camino

Alleluia, alleluia

## Grabaciones
- Aparece en la pista 16 del disco El Nuevo Mundo: Folías criollas, Jordi Savall, Monserrat Figueras, Hespèrion XXI, Tembembe Ensamble Continuo y La Capella Reial de Catalunia, junto a la canción de origen náhuatl, Xochipitzahuatl.[3][4]
- Es la segunda pista en el disco Música virreinal mexicana: siglos XVI y XVII de la agrupación Ars Nova, 1992.[5]